# Paul Daumont
Paul Daumont   (Bangui, 1 de setembre de 1999) és un ciclista burkinès.
De pare francès, va néixer a Bangui, capital de la República Centreafricana, el 1999. S'inicià en el ciclisme el 2017. El 2018 fou setè al Tour de l'Espoir, la prova inaugural de la Copa de Nacions sub-23 i entrà al Centre mundial del ciclisme d'Aigle, Suïssa. Al setembre va representar el seu país als campionats del món i va tancar la temporada al Tour de Faso, on fou setè.
El 2019 es proclamà campió sub-23 de Burkina Faso i va guanyar el Tour de la Costa d'Ivori i la medalla de bronze al campionat africà sub-21 en carretera. El 2021 va prendre part en els Jocs Olímpics d'Estiu de Tòquio, on va disputar la prova en ruta del programa de ciclisme. El 2023 es tornà a proclamar Campió de Burkina Faso en ruta i guanyà el Tour de Faso.

## Palmarès
- 2017
  - 1r al Gran Premi CNOSB
- 2019
  -  Campió de Burkina Faso en ruta sub-23
  - 1r al Gran Premi del President de la FBC
  - 1r al Tour de la Costa d'Ivori i vencedor de 2 etapes
  - 1r al Gran Premi de FNDS9
  - Vencedor d'una etapa al Tour de Togo
- 2020
  - 1r al Gran Premi 14
  - Vencedor de 2 etapes al Gran Premi Chantal Biya
- 2021
  -  Campió de Burkina Faso en ruta
  -  Campió de Burkina Faso en ruta sub-23
  - 1r al Tour de Benín i vencedor de 4 etapes
  - 1r al Gran Premi Cham-Hagendorn
  - Vencedor de 2 etapes al Tour de Mali
  - Vencedor de 2 etapes al Tour del Camerun
- 2022
  - 1r al Gran Premi 14
  - 1r al Gran Premi Dafani
  - 1r al Gran Premi d'Abidjan
  - Vencedor de 4 etapes al Tour de la Costa d'Ivori
- 2023
  -  Campió de Burkina Faso en ruta
  - 1r al Tour de Faso i vencedor de 5 etapes
- 2024
  -  Campió de Burkina Faso en ruta
- 2025
  - Vencedor d'una etapa al Tour de Guadalupe